# Физрук
«Физрук» — российский комедийный телесериал, сюжетная линия которого строится вокруг выходца из криминальных кругов, попавшего в школу, его старых знакомых, новых коллег-учителей и учеников. Снят под руководством Фёдора Стукова и Сергея Сенцова для телеканала ТНТ. Съёмки велись в московской школе № 775. После окончания каникул съемочный процесс перенесли в павильоны студии Good Story Media. Большинство сцен третьего сезона снимали в павильонах станции Калитники (Нижегородский район). Съёмки четвёртого сезона велись в городе Твери. Премьера телесериала состоялась 7 апреля 2014 года. В 2015 году «Физрук» получил телевизионную премию ТЭФИ.
Телесериал получил высокие отзывы зрительской аудитории, став самым успешным в истории телеканала. Премьерную серию посмотрел каждый третий телезритель России в возрасте от 14 до 44 лет. Доля «Физрука» в день премьеры составила 31,4 % среди телезрителей России в аудитории от 14 до 44 лет. Это был лучший старт и абсолютный рекорд в истории ТНТ.
3 сентября 2018 года на презентации нового сезона телеканала ТНТ было официально объявлено о продлении сериала на пятый сезон. Премьера новых серий планировалась в 2020 году, но была отложена до 2021 года. В августе 2021 года сценарист сериала Александр Белов сообщил о заморозке проекта на неопределённый срок.

## Сюжет
Главный герой — Олег Евгеньевич Фомин по кличке Фома, всю жизнь проработавший шефом охраны у Виктора Николаевича Мамаева по кличке Мамай, влиятельного московского предпринимателя с уголовным прошлым. Также Фома занимался мошенничеством для своего босса, например, вымогал деньги за защиту, и таким образом также перешёл в сферу организованной преступности.
Когда Мамай увольняет Фому из-за «устаревших» методов работы, Фома решает во что бы то ни стало вернуться обратно. Случайно посмотрев по телевизору мультфильм «Жил-был пёс», он решает «подкатить» к своему старому хозяину. Сделать это он решает через его ребёнка Саню (которого он никогда не видел) и с помощью своего друга Лёхи Психа устраивается учителем физкультуры в школу. Нейтральное в гендерном отношении имя Саня, как выяснилось, принадлежит девочке, что приводит к возникновению ряда недоразумений, в результате которых в первый же день Саша обижена на Фому. Не привыкший отступать, Фома готов сделать всё, чтобы стать для Саши настоящим другом. Для этого ему придётся побыть физруком немного дольше, чем планировалось изначально. Когда он начинает работать в школе учителем, он компенсирует отсутствие педагогического образования и опыта, «применяя» на учениках свои «простые, мафиозные» методы, которые он использовал раньше. Это делает его непопулярным среди администрации школы и коллег, но он становится авторитетом и пользуется доверием учеников. В довершение всего Фома влюбляется в свою симпатичную, умную и обеспеченную коллегу, учительницу литературы и классного руководителя 11 А класса Татьяну Александровну, которая, с одной стороны, с трудом принимает характер Фомы, а с другой — находит его втайне привлекательным.
Сериал также многое раскрывает о жизни ученицы Александры Мамаевой (Сани). Несмотря на богатого отца, который позволяет ей вести роскошную жизнь, она непопулярна среди одноклассников, и её часто дразнят, что в основном связано с её лишним весом. Однако 17-летняя Саша — симпатичная девушка, которая отличается умом, сильным чувством справедливости и высокой степенью независимости. Однако одной из главных слабостей Саши является её крайнее упрямство, которое также приводит к жарким спорам с отцом. Таким образом, Саша убежала из дома и искала убежища у Фомы. Она влюблена в дамского угодника класса Антона (Борзый), который, однако, лишь играет её чувствами, а на самом деле постоянно флиртует с норовистой блондинкой Алёной (Пупок). В Сашу влюблён «ботаник» и аутсайдер класса, Валентин (Усач), очень умный и рассудительный, но и очень застенчивый мальчик, которого воспитывают бабушка и дедушка. Усач делает много намёков Саше, но Саша их не замечает и воспринимает Усача только как «хорошего друга».

## Персонажи и актёрский состав

### Персонажи
Продюсеры
Антон Щукин
Антон Зайцев
Артём Логинов
Александр Дулерайн
Креативные
продюсеры
Ксения Воронина
Константин Майер
Андрей Федяй
Ральф Вичинанца
Исполнительные
продюсеры
Ольга Долматовская
Дмитрий Ланской
Максим Филатов
Дмитрий Пачулия
Режиссёры
Сергей Сенцов
Фёдор Стуков
Дмитрий Губарев
Игорь Волошин
Сценаристы
Ксения Воронина
Константин Майер
Александр Вялых
Михаил Чистов
Алексей Ляпичев
Артур Мигранов
Александр Белов
Анастасия Фионина
Андрей Орлов
Алексей Иванов
Операторы-постановщики
Константин Постников
Баходыр Юлдашев
Борис Кирисенко
Улугбек Хамраев
Константин Чураков
Юрий Кокошкин
Евгений Ермоленко
Тим Лобов
Монтаж
Александр Шапкин
Ирина Бычкова
Армен Оганян

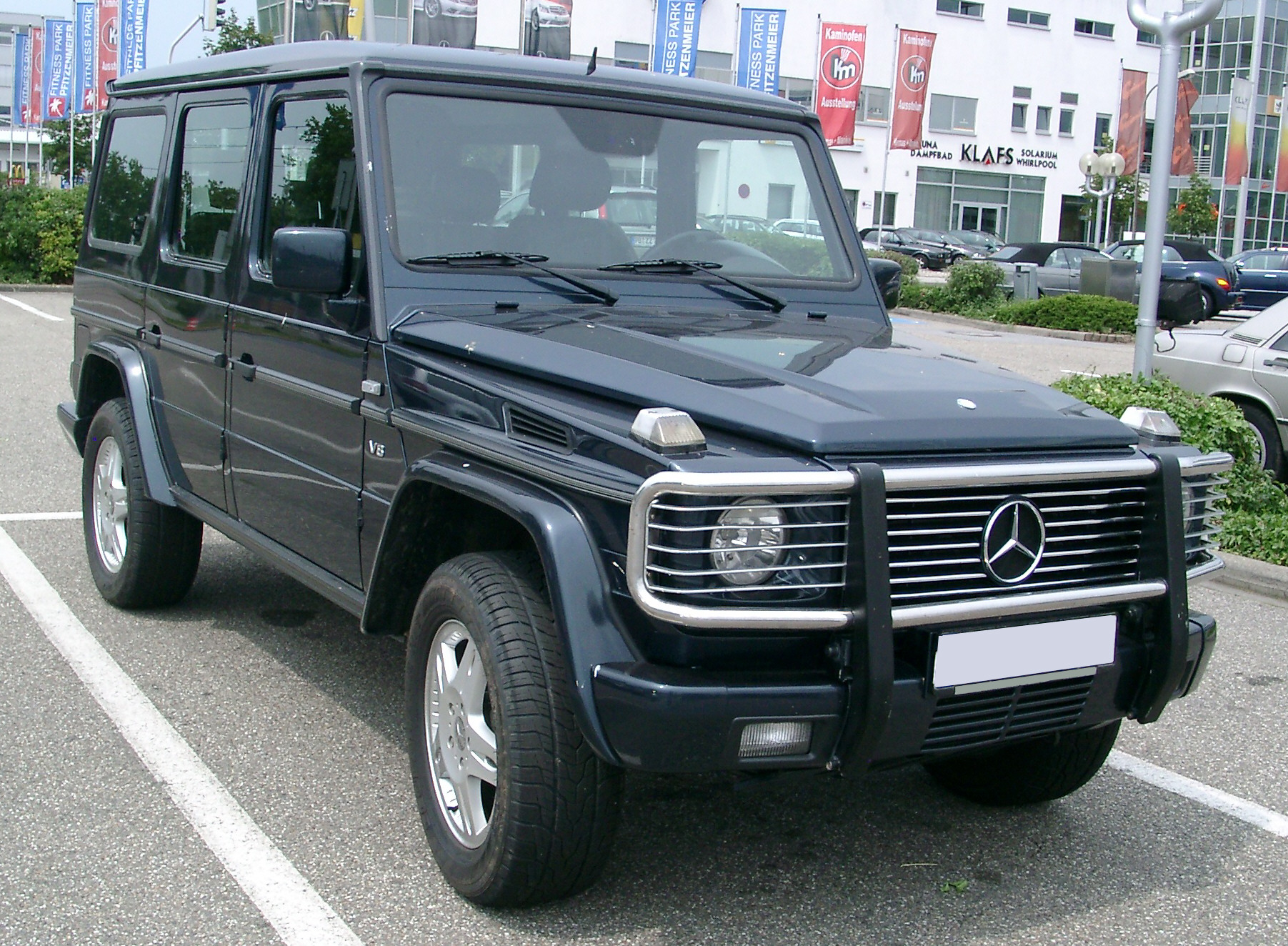
Mercedes-AMG G55 — на такой машине передвигался главный герой сериала

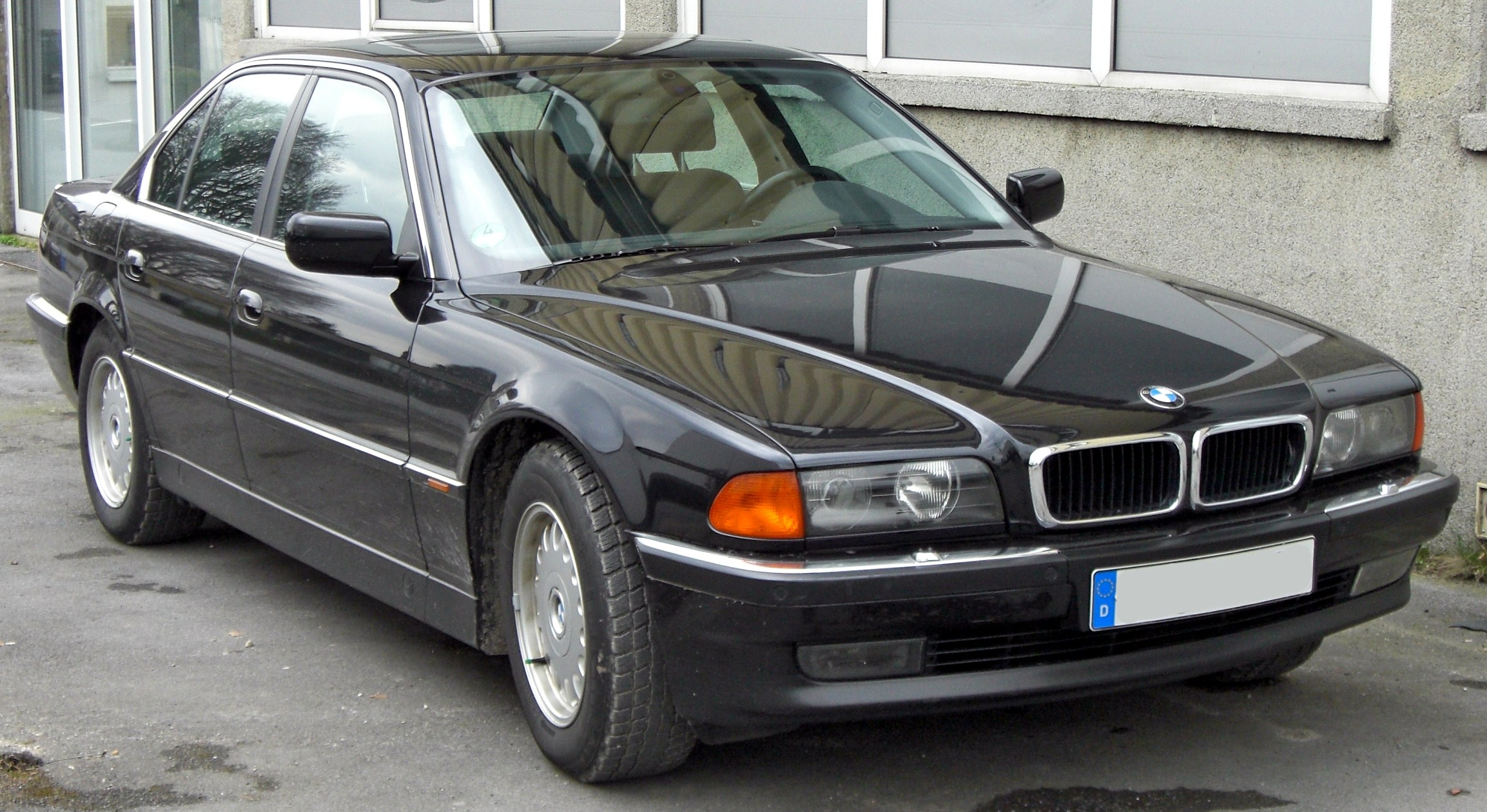
Во втором сезоне «Фома» временно пересел на BMW 7 E38

- Олег Евгеньевич (Эрнестович) Фомин (Фомин-Шиловский) (Фома; Дмитрий Нагиев[12][13][14][15][16][17]) — родился 2 сентября 1972 года, главный герой сериала, типичный бандит из 90-х, экс-начальник службы безопасности бывшего криминального авторитета Мамая, ныне учитель физкультуры. Влюблён в Татьяну Александровну, учительницу русского языка и литературы. Владелец двух машин — «Гелика» и «Бумера». Имеет трёхкомнатную квартиру в центре Москвы. Хамоват и эпатажен, однако не лишён позитивных черт характера: добр к близким людям, способен на осознание своей вины, всегда готов прийти на помощь. Пытался подружиться с Саней Мамаевой, чтобы вернуться к её отцу. Позже привязывается к ней. Во втором сезоне работает на «специалиста» по финансовым махинациям Елену Андреевну Белову, которой по вине Психа должен 9, а затем (с 25 серии) 30 млн рублей. В 40 серии похитил Сашу, избил Елену и попал за решётку. Выходит через год из-за отказа Саши от заявления. В третьем сезоне становится исполняющим обязанности директора гимназии, на пост которого он был назначен директором Львом Плюхиным (в первый день выборов). После неудачного плана по возвращению активов Мамая уехал в неизвестном направлении. В 62 серии, после провала плана по возвращению активов Мамая, живёт отшельником в лесу, но, узнав правду о своём отце, отправляется к нему в Железногорск. Влюблён в Софью, сделал ей предложение в 72 серии. Много раз ссорился и мирился с заместителем мэра Горыжниковым, в 76 серии мирится с ним окончательно. В 77 серии получил новый паспорт с фамилией Фомин-Шиловский и отправляется вместе с Софьей и Петей в Москву. Единокровный брат Пети (сына Софьи).
- Александра Викторовна Мамаева, (Наф-Наф, Саня; Полина Гренц[18]) — дочь Мамая. Девушка с характером, но в то же время слишком наивная. Находится в сложных отношениях с отцом, так как тот практически бросил её на произвол судьбы. Ранимая, закомплексованная, но добрая и справедливая, чем резко выделяется среди сверстников. А своим стремлением к справедливости и правде она лишь вызывает отвращение у многих одноклассников, которые следуют правилам коллектива. Встречалась со своим одноклассником Борзым. Во 2 сезоне стала неформалкой, но после примирения с отцом и ещё пары историй вернулась к прежнему имиджу. Согласилась на предложение выйти замуж за Диму — племянника Фомы. В 40-й серии предала Фому ради Димы, после чего его забрали в полицию и посадили. После обмана Димы осталась ни с чем, и теперь живёт с навязчивым Валентином, при этом боится сближаться с ним. Возвращение Фомы вдохновляет её на возвращение отцовского наследия. В 53 серии ссорится с Валей и переезжает жить к Фоме. В 61 серии отправляется в Лиссабон.
- Татьяна Александровна Чернышова (Анастасия Панина) — учитель литературы, классный руководитель 11А класса, возлюбленная Фомы. Носит маску спокойной, порядочной и независимой женщины, но сама вредная и гордая и часто страдает из-за своих принципов, что чётко чувствует Фома и оказывает необходимую помощь Тане порой даже «против её воли». Сначала девушка с трудом принимает характер Фомы. Встречалась с молодым человеком Славой, за которого собиралась выйти замуж. После расставания с ним в конце первого сезона уволилась из школы. В 25-й серии вновь становится учителем. Во втором сезоне влюбляется в Фому и становится его любовницей. В 38 серии рвёт отношения с Фомой из-за шантажа Лены. В 40 серии она звонит Саше и спрашивает, где Олег Евгеньевич, на что последняя отвечает, что его увозят. Фома лично просит её не ждать его из тюрьмы, и она находит нового ухажёра, богатого владельца издательства, но чувства к Фоме у неё остаются. После победы в конкурсе «Учитель года» стала и. о. директора гимназии (по решению Фомы). В 66 серии звонила Фоме и приглашала его на день рождения.
- Алексей Алексеевич Верещагин (Лёха, Псих; Владимир Сычёв) — лучший друг Фомы (в 4 сезоне Фома в честь него называет свою собаку). Помогает ему в осуществлении его планов. Владеет собственным стриптиз-клубом. Женат, но при этом не прочь сходить налево (в частности, изменял жене с Эльвирой Петровной). Как показано в 40 серии, не боится электрошокеров. В начале 3-го сезона встречается с стриптизёршей Полиной после измены жены. В 61 серии переезжают к Фоме (после его отъезда). Получил своё прозвище за весьма вспыльчивый характер.
- Виктор Николаевич Мамаев (Мамай; Александр Гордон) — бывший босс Фомы. По утверждению Фомы, суров, но справедлив. В первой серии уволил Фому после того, как тот на дороге врезался в чужую машину и стал угрожать водителю. Очень любит свою дочь Сашу. В 41 серии говорится о его смерти, произошедшей в ту ночь, когда Фому арестовали.
- Эрнест Петрович Шиловский (Виктор Сухоруков[19]) — биологический отец Фомы, бросивший их с матерью, когда Олегу было около года, а также отец Пети (сына Софьи). Манерный, эпатажный человек с высоким мнением о собственной персоне. Художественный руководитель Железногорского драматического театра. Пытается отстоять театр, ставший обузой для властей и лакомым куском для местного вице-мэра. Умирает в 76 серии в конце финального монолога нового спектакля.
- Софья (Софья Райзман) — второй режиссёр, костюмер и актриса Железногорского драматического театра, правая рука Эрнеста Петровича. Организованная девушка с мягким характером, но может проявлять силу воли. Влюблена в Фому. В прошлом имела интрижку с Эрнестом Петровичем, после которой родился Петя.
- Петя (Даниил Муравьёв-Изотов) — сын Софьи от Эрнеста Петровича, младший единокровный брат Фомы.
- Александр Семёнович (Саня; Александр Якин) — владелец бани в Железногорске, старший брат Виталика, любит командовать, умён. В 77 серии вместе с Ариной уезжает в Москву.
- Виталий Семёнович, (Виталик; Георгий Кудренко) — владелец бани в Железногорске, младший брат Сани, не отличается высокими знаниями, добр. Был влюблён в Арину. С 77 серии встречается с Юлей Горыжниковой.

### Педагоги
- Эльвира Петровна Эммаус,(Адольф, Луковка; Елена Муравьёва) — один из основных антагонистов, директор школы, бывший завуч, учитель английского языка. С одной стороны, любит дисциплину и держит всех учителей в ежовых рукавицах, с другой — наглая и эгоцентричная, страдает от одиночества, недолюбливает Фому, симпатизирует его другу Психу. Стала директором во втором сезоне, «отобрав» школу у Альберта Моисеевича. После возвращения Фомы теряет свою должность на школьных выборах, говоря что если её не изберут, то уволит всех проголосовавших против неё учителей, а ученики отправятся в ПТУ. После убеждает Психа стать для неё донором спермы (не без угроз в адрес Фомы), а неопытность Саши Мамаевой возвращает ей должность школьного завуча.
- Светлана Петровна Ермакова (Карина Мишулина) — учитель биологии. В первом сезоне была влюблена в Фому, была его любовницей, агрессивное поведение Фомы приходилось ей по душе. В 17 серии Фома «отдаёт» её Льву Романовичу, за которого она в 19 серии выходит замуж.
- Лев Романович Плюхин (Трусливый лев; Евгений Кулаков) — учитель химии, друг Фомы. Зажатый и тихий добряк, из-за чего ученики из его класса издеваются над ним. В 19 серии женился на Светлане Петровне. Помогал Фоме в различных его авантюрах, за что заслужил доверие последнего. В 42 серии выиграл выборы директора школы, но сразу же назначил и. о. директора Олега Евгеньевича.
- Альберт Моисеевич (Роман Индык) — безответственный директор школы (1 сезон), во 2 сезоне стал завучем; учитель истории. Любитель различных гаджетов.
- Ольга Тимофеевна (Наталья Коренная) — психолог.
- Вера Ивановна (Екатерина Лисовая (Айсина)) — учитель географии.
- Герман Кузьмич (Сергей Плаксин) — учитель труда.

### Ученики
- Валентин Вялых (Валя, Усач; Даниил Вахрушев) — самоназванная «сильная личность», фактически же типичный «ботаник». Всегда одет в строгий костюм, носит усы, за что и получил своё прозвище. Живёт с дедушкой и бабушкой, сильно отстает в техническом плане (старый компьютер с Windows 98 и телефон Nokia 6720). Влюблён в Сашу Мамаеву, которая, однако, воспринимает его лишь как друга. В 1 сезоне, не желая признаваться Саше в том, что написал ей любовную записку, сказал ей, что он гей и на самом деле влюблён в Сашу Бадягина (Банана); позже в Борзого. Впоследствии пытался безуспешно опровергнуть свою гомосексуальность и всё-таки признаться Саше в чувствах; это получилось у него только в финальных сериях 1 сезона. С 3 сезона учится во ВГИКе и снимает весьма своеобразные короткометражные фильмы. В начале 3 сезона начал встречаться с Сашей Мамаевой; в ходе отношений они неоднократно ссорились, а к концу 3 сезона расстались, вновь оставшись друзьями. Пытаясь забыть Сашу, начал оказывать знаки внимания Полине, которая, желая отомстить Психу за измену, вступила с ним в первую в его жизни интимную связь. В 77 серии становится новым руководителем Железногорского драматического театра.
- Антон Борисов (Борзый; Артур Сопельник) — самый красивый парень в школе[20]. Лидер класса. Возлюбленный Саши Мамаевой и Алёны Лазуковой. Встречался с Сашей из-за идеи Фомы, но позже влюбился в неё. Вернулся к Алёне, когда Саша исчезла. Однако после того, как Мамаева стала встречаться с Димой, заревновал и даже заключил договор с Валей, чтобы отбить Сашу у Димы. После предательства Саши решает пойти после школы в военное училище.
- Алёна Лазукова (Пупок; Виктория Клинкова) — первая красавица класса, чрезвычайно наглая и меркантильная девица. Ненавидит Сашу Мамаеву и любит подкалывать её. Встречалась с Борзым. Получила кличку за ношения откровенного топика на уроках физкультуры.
- Александр Бадягин (Банан; Андрей Крыжний) — стукач Фомы, помогающий ему за то, что последний не выдал Банана за кражу телефона Саши Мамаевой. Получил кличку за ношение жёлтой толстовки. Жизнерадостный и весёлый. Всё время пытается «зацепить» красотку в школе, но всегда терпит неудачу. В конце 2 сезона нашёл себе девушку Оксану, а помог ему в этом Фома. В 3 сезоне выясняется, что они собираются стать родителями.
- Витя (Минус; Сергей Журавлёв) — очкарик, за что и получил свою кличку. Один из отличников класса.
- Семён Коровайцев (Одуван; Дмитрий Гогу) — получил кличку из-за своей причёски. Ещё один отличник класса.
- Оксана (Ушастая, Чебурашка; Варвара Богданова) — подруга Алёны, получила кличку из-за ушей. В 40-й серии стала девушкой Банана. В третьем сезоне оказывается, что она и Бодягин собираются стать родителями.
- Юлия (Мария Киселёва) — подруга Алёны.
- Александр Серый (Иван Мудров) — один из учеников класса. Был принят Фомой за сына Мамая.
- Костян (Константин Исмаилов).
- Тельман (Завели Окуджава).
- Илья (Илья Соколов).
- Юнона (Юнона Захарьева).
- «Рэпер» (Андрей Фандеев).
- Мария (Мария Белова).
- Екатерина (Анастасия Гранкина).
- Анна (Карина Сафарова).
- Мадина (Сулико, Джульетта Саркисян) — кавказская девочка.
- Никита Сергеевич Серебрянский (Егор Клинаев) — президент гимназии, новый ухажёр Саши. Однако она решила разорвать с ним отношения из-за того, что он не взрослый.

### Криминальные авторитеты
- Глеб (Хромуля; Ян Цапник) — криминальный авторитет, с которым, со слов Фомы, не связывается даже Мамай. Отобрал «Гелик» Фомы за то, что тот натравил его на Елену Андреевну, позже вернул в обмен на нотариуса. Получил своё прозвище из-за того, что одна нога короче другой, так как раньше он забивал ей людей в землю.
- Елена Андреевна Белова (Белка; Екатерина Мельник) — Главный антагонист 2 и 3 сезона, специалист по обналичке, обслуживающий большинство коррупционеров Москвы и по совместительству новый босс Фомы. Очень влиятельный и опасный человек. Соблазнила Фому в 33 серии с целью шантажировать его, но была побита им же в последней серии 2 сезона. Позже Фома подсказал полиции, что она обналичила средства многих коррупционеров. На момент начала 3 сезона остаётся под следствием. Позже оказывается, что все финансовые схемы она забрала у своего бывшего мужа, Миши-Буддиста, и продолжает любить его все эти годы, думая, что он либо в тюрьме, либо в Индии.
- Тощий (Александр Ильин) — один из авторитетов Батайска, работает начальником отдела по делам молодёжи в администрации города. Несмотря на прозвище, является мужчиной довольно солидной комплекции. Любит употреблять в речи сложные термины.
- Михаил (Миша-Буддист; Павел Лычников) — духовный наставник Фомы, с которым они познакомились, находясь в СИЗО. Появляется в начале 3 сезона. В прошлом криминальный авторитет по кличке Миша-Базука, но, благодаря коренным изменениям в мировоззрении и духовной составляющей жизни, получил новое прозвище. Помогает Фоме разобраться в себе и найти свое место в жизни. Бывший муж Лены, которая сдала его милиции, забрав все его сферы по финансовым потокам. В 55 серии Фома избивает его из-за предательства, после чего Миша переезжает к Лене. В 61 серии уничтожил активы Мамая.

### Группа Железногорского драматического театра
- Арина Андреевна Панина (Анастасия Акатова) — молодая актриса, дочь Ксении.
- Ксения Витальевна (Ксюша) Панина (Евгения Дмитриева) — мама Арины, любит командовать, имела 2 мужей, которых выгнала из дома.
- Дюша (Никита Тарасов) — первый бывший муж Ксении Паниной.
- Андрей (Максим Радугин) — второй бывший муж Ксении Паниной.

### Другие персонажи
- Слава (Славян; Владимир Жеребцов) — бывший молодой человек Тани, интернет-предприниматель. Называет Фому «старичком». После расставания с Таней встречается со своей секретаршей Жанной.
- Полина (Оксана Сидоренко) — стриптизёрша ночного клуба Психа. По образованию психолог, поэтому нередко даёт Фоме житейские советы. В начале 3-го сезона встречается с Психом и является своеобразным тренером для новых работниц клуба. Ждёт ребёнка от Психа. С 41 серии живёт с Психом у Фомы. В 61 серии Фома после своего отъезда дарит им свою квартиру.
- Дмитрий Валерьевич Болматов (Димас; Дмитрий Власкин) — племянник Фомы, приехавший из Батайска из-за проблем с законом. Националист, носит одежду с надписью «Я РУССКИЙ», ненавидит приезжих из других стран, в частности — негров и кавказцев. Любит слушать рэп, в частности — группу 25/17; также является фристайл-рэпером. Является болельщиком футбольного клуба «Ростов» (он и товарищи планировали провокацию против фанатов «Локомотива» в 31 серии). В детстве очень уважал Фому и всегда хотел стать похожим на него. Вскоре после знакомства с Сашей Мамаевой заводит с ней роман из-за её большого богатства, что не понравилось Фоме, но Дима отказался бросить её и в 32 серии предал Фому, обманом улетев с Сашей в Санкт-Петербург. С 36 серии работает на Елену Андреевну, вероятно, из-за его проблем с законом и деньгами. Сделал Саше предложение в 40 серии и предал Фому окончательно. Обманом заставив Сашу подписать все нужные бумаги по капиталам и собственности Мамая, сбегает в неизвестном направлении. Был найден Психом на Мальорке. В 54 серии сбежал и вышел на Лену. В 59 серии пришёл убить Фому, в 60 серии мирится с Фомой, в 61 серии возвращается в Батайск.
- Анатолий Ронин (Герасим; Егор Баринов) — правая рука и охранник Елены Андреевны. Является гомосексуалом. Сначала был второстепенным персонажем, но под конец сезона стал играть более значимую роль. Покинул Елену Андреевну, уйдя к своему бойфренду.
- Жанна (Татьяна Храмова) — секретарша и девушка Славы, в 30 серии они решают пожениться. Со слов Тани, Слава встречался с ней, когда он ещё был с Татьяной.
- Марина (Анастасия Сапожникова) — жена Психа. Постоянно ссорятся. Разводятся в 23 серии. В 39 серии она прощает Лёху, но в начале 3 сезона живут порознь.
- Сергей Валерьевич Серебрянский (Александр Чевычелов) — издатель, новый ухажер Татьяны Александровны, отец Никиты.
- Александр Чернышов (Борис Клюев) — отец Татьяны, капитан полиции.
- Галина Евгеньевна Болматова-Фомина (Любовь Германова) — сестра Фомы.
- Маргарита Павловна Кременчук (Наталья Унгард) — чиновница из ГОРОНО. За взятки помогает Фоме.
- Рита (Юлия Акимова) — официантка суши-бара, новая подруга Фомы. Пыталась убить Таню из-за ревности. Состоит на учёте в психоневрологическом диспансере.
- Следователь Антон Ершов (Андрей Капустин) — человек, который расследовал дело Саши о совращении несовершеннолетних. Появляется в 57 серии.
- Роман Георгиевич Горыжников (Дмитрий Быковский) — главный антагонист 4 сезона. Заместитель мэра Железногорска, местный «авторитет», пытающийся «отжать» театр. В 76 серии мирится с Фомой.
- Гена (Игорь Лифанов) — друг детства и бывший сообщник Горыжникова.
- Юлия Романовна Горыжникова (Полина Райкина) — дочь Горыжникова.
- Дмитрий Владимирович Селезнёв (Рукожопов) (Михаил Парыгин) — подручный Горыжникова, который за проступок приказывает ему сменить фамилию на Рукожопов. Присоединяется к Фоме после неудачной попытки его убийства.
- Семёновна (Ирина Демидкина) — работница птицефабрики, соратница Фомы в бунте против Горыжникова.
- Максим Николаевич Курсеитов (Дмитрий Богдан) — мэр города Железногорск.

### Приглашённые артисты (камео)
- Александр Кокорин — новый владелец загородного дома Мамая и Саши (48 серия)[21].
- Алексей Иванов — выступление в школе, где работает Фома, организованное Сергеем Серебрянским[21].
- Сергей Лемох — выступление в стрип-клубе у Психа.
- Игорь Верник — ведущий финала конкурса «Учитель года» (61 серия)[21].
- Сергей Жуков — гость на день города Железногорска (72 серия).
- Сергей Шнуров — Фома предлагает ему обновить лексикон группы и ввести в употребление ещё одно матерное слово (75 серия)[22].
- Роман Виктюк — появляется на похоронах Шиловского (76 серия)[23].

## Список эпизодов
| Сезон | Сезон | Серии | Период трансляции           |
| ----- | ----- | ----- | --------------------------- |
|       | 1     | 20    | 7 апреля — 14 мая 2014      |
|       | 2     | 20    | 10 ноября — 10 декабря 2014 |
|       | 3     | 21    | 4 апреля — 11 мая 2016      |
|       | 4     | 16    | 9 октября — 1 ноября 2017   |

### Сезон 1
| № серии | Премьера       | Описание серии |
| ------- | -------------- | --- |
| 1       | 7 апреля 2014  | Фома всю жизнь был правой рукой влиятельного человека из 90-х. Когда хозяин его уволил, он решил любым способом вернуться обратно. Для этого он устроился физруком в школу к сыну бывшего босса, чтобы через ребенка вернуть доверие отца. Но план Фомы сразу рушится, и ему приходится остаться в школе надолго.    |
| 2       | 8 апреля 2014  | Фома вызывает подозрение у завуча школы, и она требует у него документы. Олег Евгеньевич, недолго думая, покупает весь пакет документов через свои связи. В результате его педагогический опыт оказывается подозрительно безупречным, и завуч вызывает для проверки вышестоящие инстанции.                           |
| 3       | 9 апреля 2014  | Фома никак не может наладить контакт с дочкой бывшего босса. Он пытается помочь ей в отношениях с одноклассниками, но только усугубляет конфликт девочки с классом. Попутно он сам ссорится со всем учительским коллективом. И только богатый опыт из 90-х помогает Фоме выйти из этой ситуации с выгодой для себя.  |
| 4       | 10 апреля 2014 | Фома решает перейти к решительным действиям в покорении сердца Тани, но она не свободна. Фома не привык сдаваться и решает отбить девушку стопроцентным способом. Однако оказывается, что он недооценил соперника. В это время у Саши Мамаевой случается первая любовь, которая остается безответной.                |
| 5       | 14 апреля 2014 | Завуч вызвала Мамая, бывшего босса Фомы, в школу. Узнав об этом, Фома просит Банана отогнать его «Гелик». Банан случайно въезжает в тачку Мамая, и физруку приходится выкручиваться из сложной ситуации. Причем не выходя из спортзала.                                                                              |
| 6       | 15 апреля 2014 | Саша и Фома находятся в сходной ситуации: их любимые не отвечают им взаимностью. Фома пытается наладить контакт с Сашей и предлагает ей сбросить вес, чем приводит ее в бешенство. Что тут делать? Только заключать пари!                                                                                            |
| 7       | 16 апреля 2014 | Леха Псих «отжимает» муниципальное здание с помощью липового генерала. Фоме приходит идея с помощью генерала напугать молодого человека Тани. А еще он попытается помочь Саше с благотворительностью. Схема проста: одолжить всему классу деньги и тут же поставить всех на счетчик.                                 |
| 8       | 17 апреля 2014 | Фома и Псих случайно находят в подвале школы сауну, которую закрыла завуч школы. У Фомы рождается план: пригласить туда всех учителей и в непринужденной обстановке пообщаться с Таней. Но Таня в это время идет со своим молодым человеком в клуб на концерт. Туда же идут и Саша с Борзым.                         |
| 9       | 21 апреля 2014 | Утром Фома и Псих просыпаются в сауне после бурной ночи и по обрывкам воспоминаний понимают, что вчера по пьяни что-то плохое сделали со Славой, молодым человеком Тани. Фома и Псих едут восстанавливать картину вчерашней ночи. Она ужасна.                                                                        |
| 10      | 22 апреля 2014 | Неожиданно став другом Славы, Фома теперь вынужден помочь ему с подготовкой предложения для Тани. Его задача — отвлечь ее, пока в спортзале готовится для нее сюрприз. Но в процессе «отвлечения» Фома и Таня сближаются, и теперь она уже не так уверена в своем выборе в пользу Славы.                             |
| 11      | 23 апреля 2014 | Разовый секс со Светланой Петровной превращается в отношения, и Фома пытается сделать так, чтобы Таня об этом не узнала. У Саши продолжается конфликт с отцом и она уходит из дома. Фома оказывается единственным, к кому Саша может пойти.                                                                          |
| 12      | 24 апреля 2014 | Саша теперь живет у Фомы, но об этом никто не знает. Фома слишком вживается в роль папы и пытается воспитывать Сашу. Ситуация усугубляется тем, что Мамай вызывает Фому в офис, чтобы попросить найти дочь и присмотреть за ней.                                                                                     |
| 13      | 28 апреля 2014 | Фома находится в странном положении. Он как бы встречается со Светой, но продолжает испытывать чувства к Тане. Славян приглашает Фому со Светой к ним на дачу. Там и разгорается в полной мере соперничество двух мужчин. Даже девушки втягиваются в это соревнование пар.                                           |
| 14      | 29 апреля 2014 | Псих уговаривает Фому временно устроить в спортзале школы нелегальное казино. Фома соглашается при условии, что он будет все контролировать. Но тут же попадается на глаза Тане с рулеткой. Фома выкручивается, что это реквизит для спектакля. Теперь осталось немного — заставить Валю написать пьесу про рулетку. |
| 15      | 5 мая 2014     | У Саши Мамаевой назревает секс с Борзым, правда, сама она пока сомневается, нужно ли ей это. Фома пробует откровенно поговорить с Сашей и обсудить ее проблемы, но дает ей очень странные советы. Он понимает свою ошибку и мчит на дачу за Сашей, чтобы спасти ее от неминуемого секса.                             |
| 16      | 6 мая 2014     | Фома готовит команду для игры в «Брейн-ринг» по своей собственной методе. Ради победы он не остановится ни перед чем, даже перед запугиванием школьников. Особенно если долгожданная победа поможет в его отношениях с Таней.                                                                                        |
| 17      | 7 мая 2014     | Фому уже тяготят отношения со Светой, но он понимает, что нельзя просто так взять и бросить лучшую подругу Тани. Приходится придумать хитроумный план, а заодно наладить личную жизнь учителю химии Льву. |
| 18      | 12 мая 2014    | Фому начинает шантажировать некий персонаж по кличке Хромуля, сына которого он запугал на «Брейн-ринге». Фоме нужно выполнить неприятное задание из своей прошлой жизни — наказать одного нехорошего человечка. Вместе с собой в опасное путешествие по лихим 90-м он берет Таню и Саню.                             |
| 19      | 13 мая 2014    | Фома на мели. Он узнает, что в школьном сейфе некоторое время будут храниться очень большие деньги, у него созревает план ограбления. Фома даже готов организовать свадьбу Льва и Светы, чтобы было удобнее ограбить сейф.                                                                                           |
| 20      | 14 мая 2014    | Фома добивается поцелуя от Тани, ссорится с Психом и серьезно подставляет Славу. А Саша, наконец, узнает, что Борзый встречался с ней только из-за денег. Теперь она и Фома товарищи по несчастью. Но тут раздается звонок от Мамая...                                                                               |

### Сезон 2
| № серии | Премьера        | Описание серии |
| ------- | --------------- | --- |
| 1 (21)  | 10 ноября 2014  | После неудач первого сезона Фома опустил руки и ушел в запой. Неожиданно к нему приезжает Дима, его племянник из Батайска, который всегда восхищался дядей Фомой. Вера Димы в дядю заставляет Фому задуматься и начать исправлять ошибки прошлого. |
| 2 (22)  | 10 ноября 2014  | Теперь Фома вынужден работать на Лену, выполняя ее унизительные поручения. Ему необходимо устроиться обратно в школу. Но это тоже оказываться не так-то просто. Кроме того, его племянник Дима, который теперь живет у Фомы, тоже, оказывается, не просто так приехал в Москву.                                                                                             |
| 3 (23)  | 11 ноября 2014  | Фома выясняет, для чего Лена заставила его устроиться в школу. Теперь он вынужден служить двум господам одновременно. Кроме того, он узнает, что Сашу Мамаеву могут выгнать из школы. Фома чувствует свою вину и решает помочь Саше. Но как помочь человеку, который тебя ненавидит?                                                                                        |
| 4 (24)  | 12 ноября 2014  | Жизнь Фомы становится похожа на принцип «домино». Одна проблема тянет за собой другую. Теперь ему нужно привезти в школу Таню. Фома придумывает план, который, естественно, тут же с треском проваливается. Кроме того, оказывается, что у Тани есть человек, который может за нее постоять.                                                                                |
| 5 (25)  | 13 ноября 2014  | Фома пытается побыстрее отработать свой долг Лене, он просит дать ему стоящее дело. Лена соглашается, но теперь Фоме придется выбирать — долг или совесть. И тут уже методы 90-х вряд ли помогут. Дима вызывается помочь Психу и попадает в совсем неожиданную ситуацию. |
| 6 (26)  | 17 ноября 2014  | Фома решает, что пришло время активных действий в отношениях с Таней. К своему плану он привлекает Диму, Льва и Психа. Неожиданно домой после долгого отсутствия возвращается Мамай. У них с Сашей снова вспыхивает конфликт, который Мамай предлагает решить необычным способом — они с Сашей проведут вместе один день.                                                   |
| 7 (27)  | 18 ноября 2014  | Фома не оставляет попыток избавиться от неприятного босса Лены. На этот раз Псих советует ему что-нибудь на нее накопать. В поисках компромата Фома и Псих проникают на благотворительный вечер, где Фома, кажется, находит то, что ему нужно. В это время Дима прикрывает Фому в школе, проводит за него уроки. Пытаясь «подцепить телочку», Дима назначает свидание Саше. |
| 8 (28)  | 19 ноября 2014  | Фома уговаривает Таню на одно свидание, которое заканчивается совсем не так, как он мечтал. Дима все больше злится, что дядя не воспринимает его всерьез. Он решает искать еще какие-то варианты зацепиться в Москве и заработать деньги. Их общение с Сашей продолжается.                                                                                                  |
| 9 (29)  | 20 ноября 2014  | Таня оттягивает разговор с Фомой, прикрываясь тестом, который проводит Эльвира. Фома решает помочь Тане с тестом своим способом и сколачивает настоящую банду. Естественно, ни к чему хорошему это не приводит. А вот к веселому — да. |
| 10 (30) | 24 ноября 2014  | Тане предстоит испытание — ее пригласили на вечеринку, где будет Слава, ее бывший. Фома по-дружески предлагает поддержать Таню и пойти с ней. Саша в это время тоже устраивает вечеринку, чтобы похвастаться тем, как она сейчас счастлива, и заставить бывшего завидовать. На обеих вечеринках все идет совсем не так, как хотелось бы героям.                             |
| 11 (31) | 25 ноября 2014  | Фома решает отдать долг Лене деньгами. Для этого он использует старый добрый метод: отжать уже готовый бизнес. Но не всегда отжать бизнес означает остаться в прибыли. Саша переживает за свои отношения и готова пойти на крайние меры, чтобы удержать мужчину. |
| 12 (32) | 26 ноября 2014  | Фома случайно узнает, что Дима встречается с Сашей, и теперь племяшу предстоит с ней расстаться — но так, чтобы не причинить ей боль. На помощь приходят Псих с богатым опытом расставаний и Полина — дипломированный психолог. Казалось бы, план четкий и стопроцентный, но когда замешаны чувства, ни в чем нельзя быть уверенным.                                        |
| 13 (33) | 27 ноября 2014  | Пусть у Фомы все плохо с работой, зато личная жизнь налаживается. Ему хочется форсировать события и быстрее съехаться с Таней. Но Таня пока не готова. Чтобы добиться своего, Фома идет на хитрость. Он предлагает устроить вечер откровений и сам попадается на свой крючок.                                                                                               |
| 14 (34) | 1 декабря 2014  | Перед Фомой стоит нелегкий выбор — пойти на сделку с совестью и обрести свободу или остаться честным, но голым. Еще и Псих обижается на Фому за то, что он предпочитает женщину другу. В попытках разрулить все эти сложные вопросы Фома еще сильнее запутывается. |
| 15 (35) | 2 декабря 2014  | Пытаясь освободиться, Фома запутался окончательно. Теперь он вынужден врать Тане и практически вести двойную жизнь. Кроме того, Фома еще должен решить ситуацию с Димой «по-пацански». Саша в это время обращается к Вале за помощью, теперь Валя вынужден помогать сопернику.                                                                                              |
| 16 (36) | 3 декабря 2014  | Так и не сумев разрулить проблему с Димой, Фома решается на крайние меры. Он едет к своей сестре в Батайск, где узнает правду о Диме и его поступках. Кроме того, местная братва с радостью готова помочь Фоме научить племянника уму-разуму. Валя открывает Саше глаза на ее отношения. Саша устраивает Диме проверку.                                                     |
| 17 (37) | 8 декабря 2014  | Как Фоме выкрасть из кабинета Лены компромат? Единственный вариант — действовать через Ронина, правую руку Лены. Фоме приходится налаживать с ним отношения. Саша не знает, что делать. Кроме того, ей кажется, что вернулась старая любовь, и она окончательно запуталась в парнях.                                                                                        |
| 18 (38) | 8 декабря 2014  | Единственный выход для Фомы — бежать. При этом ему приходится обманывать Таню, выдавая бегство за романтическую поездку. И вроде все получается, но нарастающая паранойя не дает Фоме спокойно жить. Дима отчаянно пытается удержать Сашу и идет на рискованный шаг. |
| 19 (39) | 9 декабря 2014  | Фома пытается помириться с Таней и решает спросить совета у неожиданного человека. И похоже, Фома наконец-то понимает, что он делал не так. Однако не факт, что это понимание поможет ему вернуть Таню. |
| 20 (40) | 10 декабря 2014 | Кажется, что Фома изменился и готов начать новую жизнь. Он едет к Мамаю, они впервые говорят по душам. Фома узнает о том, что Саша ушла из дома, и дает Мамаю слово ее вернуть. Он мчит в школу на выпускной, но узнает, что опоздал. |

### Сезон 3
| № серии | Премьера       | Описание серии |
| ------- | -------------- | --- |
| 1 (41)  | 4 апреля 2016  | Выйдя на свободу, Фома узнает, что у Саши Мамаевой большие неприятности с бизнесом и Леной «Белкой». Мамай не в состоянии помочь. Саша скатилась на самое дно, единственным человеком, поддерживающим ее, пока Фома сидел в тюрьме, был Валя. Наконец Саша по достоинству оценит его верность. Несмотря на сложности в отношениях с Таней, Фома придумывает план как помочь Саше. Воплотить его в жизнь крайне сложно. Но Фома собирает всю старую банду и убеждает друзей, что все у них получится.                                                                       |
| 2 (42)  | 4 апреля 2016  | Для реализации плана, Фоме нужно заявиться на конкурс «Учитель года». Он вынужден вернуться в школу. Эльвира категорически против этой затеи. Ставки слишком высоки и Фома решает раз и навсегда разобраться со строптивой директрисой. Это оказывается не самым сложным. Выясняется, что без Тани план Фомы провалится. А убедить ее в том, что он не использует общее дело для попытки восстановить отношения — невозможно. Саша и Валя пытаются помочь Фоме, но Валя больше думает об отношениях с возлюбленной.                                                        |
| 3 (43)  | 5 апреля 2016  | Выясняется, что даже Саша не знает, какими активами владела компания Мамая. Фома начинает расследование, чтобы собрать все кусочки пазла. На время следствия Саша остается в школе за главную, что приводит к серьезным последствиям. А Эльвира ставит Психу необычный ультиматум. Теперь он вынужден выбирать между любовью и дружбой. |
| 4 (44)  | 6 апреля 2016  | Фома не спит уже неделю, он срывается от всех и вся. А почувствовав, что Таня может так и не вернуться к нему, у Олега Евгеньевича совсем «сносит крышу». Фома понимает, что может натворить глупостей и разрушить весь план на первом же этапе. Но как успокоить свои нервы и душу? Он вспоминает, что только его друг из СИЗО по кличке Буддист странным образом умел приводить его в порядок. Проблема в том, что друг уже ушел по этапу и сидит в колонии. Пока Фома думает, как ему достать Буддиста, Саша и Валя отправляются на ненавистную им встречу выпускников. |
| 5 (45)  | 7 апреля 2016  | Буддист быстро понимает, в чем главная причина неудач Фомы с Таней — ни одного общего интереса. Фома никогда не пытался по-настоящему понять того, кого любит. Фома решает это исправить. Получится ли это сделать за короткий срок — большой вопрос. Саша узнает, как ее отцу досталась финансовая империя. Это вызывает шок у современной девушки, выросшей на других идеалах. |
| 6 (46)  | 11 апреля 2016 | Фома узнает, что у Тани открытый урок — важный этап на пути к финалу конкурса «Учитель года». Несмотря на заявления Тани, что у нее все под контролем, Фома решает вмешаться. Саша и Валя стремятся преодолеть разногласия, но у каждого свой способ «починить» эти странные отношения. Это может стать непреодолимой преградой. Тем более, когда Саша все чаще начинает общаться с новым другом. |
| 7 (47)  | 12 апреля 2016 | В гости к Тане приезжает отец. Фома за ее спиной решает воспользоваться ситуацией. Но оказывается в тупике. Друг-Буддист предлагает очень неоднозначное решение. Псих не может помочь Фоме — он решает личные проблемы, пытаясь поймать свою женщину на измене. Валя, сам того не желая, оказывается вовлечен в его коварный план, благодаря которому принимает важное решение в отношениях с Сашей. |
| 8 (48)  | 13 апреля 2016 | Буддисту удается частично распутать махинацию Лены. Он указывает на две фирмы, через которые утекли активы Мамая. Псих и Фома придумывают план, как выманить Лену. В это время Саша, Валя и Никита озабочены поисками денег на запуск стартапа. Саша вспоминает, что у нее осталась копилка в их опечатанном загородном доме. Буддист, устав от бандитских разборок Фомы и Психа, отправляется на встречу к старой любви. |
| 9 (49)  | 14 апреля 2016 | Фома понимает, что слишком зациклился на Тане. Мысли о том, что она с другим, мешают сосредоточиться на деле. По совету Психа Фома решает найти себе новую женщину. Но у него слишком высокие запросы и сделать это будет крайне непросто. У Саши тоже проблемы с личной жизнью. Она пытается поговорить с Никитой, чтобы прояснить статус их отношений. |
| 10 (50) | 18 апреля 2016 | Фома и Псих получают информацию о кипрском юристе, который оформлял офшорную сделку с компанией Мамая. Они решают воспользоваться ситуацией — встретиться и выбить из киприота имя номинального владельца компании. Саша, Валя и Никита пытаются раскрутить свое приложение. У Никиты и Вали кардинально разное мнение об эффективной рекламной компании. Чью сторону выберет Саша? |
| 11 (51) | 19 апреля 2016 | Отношения Фомы и его новой женщины развиваются. Псих и Полина уговаривают его познакомить их с таинственной незнакомкой. Фома переживает — Рита сильно не соответствует тем стандартам, что он заявлял. Совместный ужин превращается в соревнование «Чья женщина лучше?». Валя манипулирует Сашей, используя чувство жалости. Никита, напротив, предлагает ей легкое безответственное времяпрепровождение. Саша вновь перед выбором. А Таня неожиданным образом оказывается вовлечена в этот любовный треугольник.                                                         |
| 12 (52) | 20 апреля 2016 | Фома дает Саше ответственное задание. Но Саша отказывается из-за проблем на личном фронте. Фома думает, что виноват донимающий ее Валя и предлагает сделку. Он поможет Саше с Валей, а та выполнит задание. Тем временем, Псих обижается на Фому — тот под влиянием Буддиста бездействует по основному плану. Псих решает действовать в одиночку, чтобы доказать Фоме, что старый друг лучше нового Буддиста. |
| 13 (53) | 21 апреля 2016 | Фома вычисляет, где спрятался Дима, тот оказался завязан в мошеннической схеме Лены. Фома отправляет Психа привезти его. Псих маскирует операцию под романтический отпуск с Полиной. Тем временем, Фома расследует дерзкое преступление в школе. На карту поставлены его репутация и отношения с Таней. У молодежи свои проблемы. Валя ушел из дома и Саша не знает, где его искать. Валя в отчаянии опускается на самое дно жизни. |
| 14 (54) | 25 апреля 2016 | Дима пойман и Фоме остается только выбить из него подпись под нужным документом. Но Фома не хочет калечить родственника и придумывает, как все провернуть без кровопролития. Псих пытается помочь другу с Ритой, доходчиво объясняет ей, что в их с Фомой отношениях нет будущего. Но способ, которым он это делает, явно имеет далеко идущие последствия. В это же время, Полина пытается объяснить Вале, что у него нет будущего с Сашей. |
| 15 (55) | 26 апреля 2016 | Дима сбежал. Фома и Псих в поисках «бегунка» ставят всю Москву на уши, но Дима залег на дно. Его местоположение возможно узнать только с помощью Буддиста. Вычислив «схрон» Фома и Псих начинают готовиться к штурму. В это же время Саша решает разорвать все общение с Никитой. Тот думает, что Саша просто считает его недостаточно взрослым и решает доказать обратное. А Валя помогает Полине отомстить Психу за очень серьезный проступок. |
| 16 (56) | 27 апреля 2016 | Рита наносит неожиданный удар. Под угрозой оказывается самое ценное — Таня. Фома во всем винит Психа, усугубившего проблему с Ритой. Друзья ссорятся. Каждый отправляется решать проблемы со своей женщиной самостоятельно. Пока Фома занят личными проблемами, Лена пользуется ситуацией и прячется в новом безопасном месте, которое предложил Буддист. Там они должны очиститься духовно. Задача для загнанных людей, грызущихся из-за денег, практически невыполнимая.                                                                                                 |
| 17 (57) | 28 апреля 2016 | Разрулив проблемы с Ритой, Фома делает Тане предложение. Но из-за неожиданной серьезной проблемы с Сашей, этот момент приходится отложить. Ситуация усугубляется с каждой минутой. Саша считает, что во всем виноват Никита. Валя протягивает руку помощи, предлагая решить проблему в своем стиле. |
| 18 (58) | 4 мая 2016     | То, как Фома решил проблему Саши, приводит Таню в шок, она разочарована и раздавлена. В школу приходит комиссия для проверки номера к «Учителю года». Фома понимает, что если не получится «вернуть к жизни» Таню, то конкурс будет провален. Он решается на отчаянный шаг. Лена и Дима тоже в отчаянии — их настигли другие бандиты. Лена оказывается между двух группировок, борющихся за право отобрать у нее деньги. |
| 19 (59) | 5 мая 2016     | Фома переживает, что во время конкурса «Учитель года» на них может напасть Лена, узнавшая про их глобальный план. Фома хочет быть за кулисами, но есть загвоздка — в этом случае, ему необходимо участвовать в номере Тани. Фома и Таня ищут творческие таланты у Фомы. У Психа свои, не менее серьезные проблемы — Поля решила завести ребенка. Пока Фома разбирается с конкурсом, Лена манипулирует Димой, чтобы тот устранил единственное препятствие на пути к богатству.                                                                                              |
| 20 (60) | 10 мая 2016    | Конкурс вот-вот начнется, Таня нервничает — Фомы все нет. Олег Евгеньевич понимает, что если сейчас не приедет на конкурс, то всех подведет, и все усилия были напрасны. Но на пути к желанию «дойти до конца» — собственный племянник. Саша просит Валю передать Фоме важное письмо. Валя собирается в кино-экспедицию и считает это задание отличным способом помириться с Сашей перед отъездом. |
| 21 (61) | 11 мая 2016    | Заключительная серия сезона. «Учитель года» в самом разгаре. Все конкурсанты очень серьезные соперники. Таня сильно сомневается в своей победе. Параллельно, прямо за кулисами, разворачивается другая битва — за доступ к активам Мамая. В схватке участвуют все стороны конфликта. Сможет ли Фома разобраться со всеми, успеть на свой номер, выступить так, чтобы превзойти остальных конкурсантов, переговорить с человеком, способным вернуть Саше все наследство? Кажется, что это невероятная задача для простого физрука.                                          |

### Сезон 4
| № серии | Премьера        | Описание серии |
| ------- | --------------- | --- |
| 1 (62)  | 9 октября 2017  | Фома в одиночестве живет в лесу, забытый и никому ненужный. Случайно узнает, что Евгений Фомин, которого он считал отцом, на самом деле — отчим. Фома возвращается из своего добровольного изгнания и находит настоящего отца. Им оказывается — Эрнест Шиловский, худрук театра в маленьком городке. Знакомство проходит крайне конфликтно, и Фома уже готов вернуться к своему отшельничеству. Но узнает о большой несправедливости по отношению к театру и его обитателям.                                                                                             |
| 2 (63)  | 9 октября 2017  | В театре назревает бунт — актеры против худрука. Фома может вмешаться, но ждет, чтобы отец сам попросил его о помощи. И хотя страсти в театре накалились уже до предела, гордость и упрямство не позволяют Эрнесту обратиться за помощью к сыну. Кто же окажется мудрее? И как Фома — бывший бандит, собирается разрешить конфликт между творческой интеллигенцией? |
| 3 (64)  | 10 октября 2017 | Фома узнает, что за проблемами театра стоят серьезные силы, в лице заместителя мэра — Горыжникова. Он напрямую угрожает Фоме и его отцу. Фома принимает вызов. Помощница Эрнеста — Софья, пытается помочь Фоме. Но тот отказывается от ее предложения — для таких вопросов нужен братан, а «баба братаном быть не может». Вместо нее он вербует в команду двух мелких молодых бизнесменов — братьев Сеню и Виталика. |
| 4 (65)  | 11 октября 2017 | Горыжников наносит удар по самой уязвимой части команды Фомы — уничтожает бизнес Сани и Витали. Фома предлагает парням заведовать буфетом в театре. У братьев конфликт на почве совместного будущего. Фома и Софья отправляются в областной центр, чтобы через СМИ «переиграть» Горыжникова. Но в издательстве самой независимой газеты области их ожидает неприятный сюрприз. В свою очередь, Эрнест придумывает альтернативный план по спасению театра — поставить великую пьесу и заявиться на «Золотую маску». Но вот незадача — актеры не разделяют его энтузиазма. |
| 5 (66)  | 12 октября 2017 | После совместной поездки в область романтические чувства между Софьей и Фомой набирают обороты. Тем временим Эрнест пытается выбрать актрису на главную роль. Его сомнения приводят к тому, что вся женская часть коллектива перессорилась. |
| 6 (67)  | 16 октября 2017 | Фома, воспользовавшись советом Софьи, заключает мир с Горыжниковым. Но Эрнест не верит в дружбу между интеллигенцией и чиновниками. Фома, параллельно взявшись помочь мальчику из детского театрального кружка разобраться с хулиганами, неожиданно понимает правду про Горыжникова и его предложение о мире. В это время Саня, переживая за ранимую душу брата, просит Арину не общаться с Виталиком. Конфликт Сани и Арины приводят к непредсказуемым последствиям. |
| 7 (68)  | 17 октября 2017 | Пытаясь выяснить планы Горыжникова, Фома вербует его секретаршу, совершенно не заботясь о том, чем та рискует. Софья против использования невинных, но Фома уверен — на войне все средства хороши. Эрнест вынужден показать премьеру своего спектакля намного раньше положенного срока и совершенно неподходящему зрителю. Выдержит ли ранимое сердце художника такое отношение к его творчеству? |
| 8 (69)  | 18 октября 2017 | Пытаясь справиться с депрессией, Эрнест уходит в запой. Фома и Софья пытаются вытащить его из этой «синей ямы». Саня и Виталя получают задание максимально осложнить жизнь Горыжникову. И решают вопрос радикально: крадут самое ценное, что есть у заместителя мэра. Участвуя в этой «операции», Виталя разрушает хрупкие отношения с Ариной. |
| 9 (70)  | 19 октября 2017 | Горыжников решает чужими руками избавиться от Фомы. Софья обнаруживает, что Фома пропал. Пытается организовать его поиски. Время уходит. Фоме грозит смертельная опасность, и его попытки выбраться только усугубляют ситуацию. Софья подозревает, что за похищением стоит Горыжников. Тот, конечно, всё отрицает, но намекает, что мог бы посодействовать в поисках, если худрук театра напишет заявление по собственному. |
| 10 (71) | 23 октября 2017 | Фоме кажется, что он понял, как победить Горыжникова. С помощью своего нового союзника он пытается устроить забастовку на местной птицефабрике. И, хотя зерна падают на благодатную почву, оказывается, что идти до конца в борьбе с руководством города готовы далеко не все. В это время Эрнест пытается помирить Арину с ее матерью — примой театра. Но когда речь идет о главной роли, все семейные узы отходят на второй план. |
| 11 (72) | 24 октября 2017 | Приближается День города. Фома вместе с отцом решают использовать площадку театра в борьбе с Горыжниковым. Они устраивают для горожан альтернативный День Города. Противостояние администрации и театра переходит в публичное поле. Фома и Горыжников решают прилюдно выяснить, кто сильней. У молодежи свои проблемы — Саня уходит из дома, чтобы Виталя и Арина могли развивать отношения. |
| 12 (73) | 25 октября 2017 | Горыжников приглашает Фому в свой загородный, охотничий домик, чтобы в тихой обстановке найти пути выхода из кризиса. Софья и Эрнест предполагают, что это ловушка. Фома в этом даже не сомневается, но смело едет. Он уверен, что выйдет из западни победителем. Виталя приглашает Арину на свидание, но ее заставляет задержаться весьма пикантная причина. |
| 13 (74) | 26 октября 2017 | Из оргкомитета «Золотой маски» приходит очень неприятное известие, и Фома решает максимально деликатно рассказать эту новость. Для этого он напрашивается в поездку с отцом в деревню, где Эрнест заказал декорации для спектакля. Тяжелый разговор, как и настигнувшая в пути гроза, навсегда изменит отношения между отцом и сыном. Для молодежи этот день также становится судьбоносным. Саня и Виталя решают выяснить раз и навсегда, кому будет принадлежать Арина.                                                                                                 |
| 14 (75) | 30 октября 2017 | Фома находит «корень» конфликта между театром и администрацией. Фома и Софья отправляются в Санкт-Петербург, где скрывается человек способный помочь закончить эту войну полюбовно. Но найти его — это только половина дела. Арина, выяснившая, что стала призом в соревновании братьев, сильно обижена. Виталя придумывает идеальный план, который загладит вину. |
| 15 (76) | 31 октября 2017 | На грандиозной премьере спектакля Фома пытается эффектно закончить затянувшееся противостояния Горыжникова и театра. Саня и Виталя также пытаются разрешить свой конфликт и закончить братскую войну. Остаётся лишь вопрос — какой ценой? Но самые главные события происходят на сцене, где Эрнест своим монологом ставит точку в отношениях между отцом и сыном, театром и администрацией, Софьей и Фомой. |
| 16 (77) | 1 ноября 2017   | Фома не может найти в себе силы оправиться от событий, произошедших на премьере. И только драма в семье Софьи, в которой виноват сам Фома, возвращает его к жизни. Фома собирает все силы, поднимает на уши весь город, не спит, не ест и доводит себя до грани безумия. Сможет ли жертва и героизм Фомы загладить его вину перед Софьей или он снова уедет один в закат, в лес, в изгнание? |

## Съёмки
Первоначально на роль Фомы планировался Николай Фоменко, фамилию которого получил главный герой сериала, а также Олег Тактаров, Алексей Кравченко и Владимир Епифанцев.
В пилотной «нулевой» серии роль Мамая исполняет Ян Цапник, который после утверждения на эту роль Александра Гордона сыграл роль Хромули. Также версия отличается от «официальной» сценой, в которой Фома и Псих строят планы трудоустройства главного героя в школу — в «пилотной» версии герои беседуют в обычном ресторане, в «официальной» — в стрип-клубе, принадлежащем Психу, который между делом приглашает Фому стать его заместителем.
Из-за сложного графика Дмитрия Нагиева съёмки проводились по 12 часов в день, и зачастую круглосуточно. Все сложные трюки Нагиев исполняет сам. Часть сцен снималась в настоящей московской школе № 775 (ул. Армавирская, д. 4).
Для съёмок 25 серии было построено двухэтажное здание Дома культуры, которое было сожжено дотла.

## Саундтрек
В сериал вошли следующие музыкальные композиции:
- Gorky Park — Moscow calling
- Lanskoy & Co. — Падаю
- A-ha — Forever Not Yours, Velvet
- Ace Hood — Bugatti (feat. Future & Rick Ross)
- Ace Of Base — All That She Wants, Beautiful Life
- Alan Gold — Can’t Stop
- Big Daddy Weave — Another Day In Paradise
- Billy Sonic — Going for Gold
- BLANK — Don’t Wanna Die (Prod. by Scady)
- Blues Saraceno — Pumpin’ Irony, Fact Or Friction
- Carolina Slim — Dirty South Hustla
- Chase & Status — Brixton Briefcase
- Chops — My Rims
- DJ Kan — Fantasy
- Dr. Dre — The Next Episode (feat. Snoop Dogg, Kurupt & Nate Dogg)
- Dr. Period — Money
- Elaine Faye — You Know
- E-Rotic — Help Me, Dr. Dick
- Foghat — Slow Ride
- Foreigner — I Want to Know What Love Is
- Gary Moore — Still Got The Blues
- Golden Earring — Going To The Run
- Haddaway — What Is Love
- Knife Party — Bonfire
- Midi, Maxi & EFTI — Bad Bad Boys
- Mr. Big — Wild World
- Molotov — Gimme Tha Power
- Novation Station — Dirty Drive
- Pet Shop Boys — Go West
- Pet Shop Boys — Heart, It’s a Sin
- Phil X — Last Man Standing
- Porchy — Stay There
- Robert Harris — City lights
- Roxette — It Must Have Been Love, Listen To Your Heart
- Sin With Sebastian — Shut Up (And Sleep With Me)
- The Midi Mafia — Vampire
- Twisted Sister — I Wanna Rock
- UFO — Rock Bottom
- Working For A Nuclear Free City — Dead Fingers Talking
- Young De aka Demrick — We Cake’n Up (Prod. Xzibit)
- Людвиг ван Бетховен — Symphony № 9
- Джузеппе Верди — Messa Da Requiem: Dies Irae
- A’Studio — Fashion Girl.
- Анна Седокова — Что я наделала
- Базиль — Ай-яй-я
- Влади — Сочиняй мечты
- Григорий Лепс — Я счастливый, Я тебя не люблю
- Ева Польна — Je T`aime
- Ёлка — Сука любовь, Около тебя
- Иван Дорн — Северное сияние
- Кар-Мэн — В Багдаде всё спокойно, Великий инквизитор, Чао, Бамбино!, Bad Russians, Это Сан-Франциско
- Костя Бес — Набирая скорость
- Каста — Вокруг шум
- Ленинград — Никого не жалко
- Леонид Утесов — Лунная рапсодия
- Михей и Инна Стил — Любовь остаётся
- Макс Корж — Мотылёк
- Меджикул — Марфа
- Монатик — Важно
- МOT — В платье красивого цвета, Страна OZ
- Натали — О Боже, какой мужчина!
- Нервы feat. ИЯ — Интернет
- Николай Мудрый — Не плачь, Роза на морозе
- Нюша — Выбирать чудо, Выше, Наедине
- Полина Гагарина — Нет
- Русский Размер — Бэтмен
- Тимати — Голая, Посмотри, Твой томный взгляд, Top Of The World
- Фристайл — Ах, какая женщина
- Фруктовый кефир — Всего ничего
- Шура — Отшумели летние дожди
- Сектор Газа — Колхозный панк
- Hi-Fi — Право на счастье
- IKA — Выбирай
- IOWA — Одно и то же, Простая песня, Радость, Улыбайся
- Kristina Si — Ну ну да
- L'One — Все танцуют локтями (Magnit & Slider Remix)
- Natan — Аллилуйя
- Serebro — Мама Люба
- Slim — Высота (feat. Loc-Dog)
- 25/17 — Винтер, Звезда, На городской карте, Голова чтобы думать, Счастье, Топоры
- Юлия Ахонькова — Конфетный мальчик

## Сериал в телеэфире
- Съёмки 1 сезона прошли в 2013 году, премьера состоялась 7 апреля 2014 года.
- Съёмки 2 сезона начались 6 мая 2014 года, премьера состоялась 10 ноября 2014 года[28].
- Съёмки 3 сезона начались 11 марта 2015 года, премьера состоялась 4 апреля 2016 года.
- Съёмки 4 сезона начались 24 августа 2016 года, премьера состоялась 9 октября 2017 года.

«Физрук» успешно стартовал в эфире телеканала ТНТ. Премьерная серия по аудитории от 14 до 44 лет прошла с долей 31,8 % в Москве, то есть её посмотрел каждый третий телезритель, что стало лучшим стартом и абсолютным рекордом в истории ТНТ. По аудитории от 6 до 54 лет доля чуть ниже, но всё равно невероятно высока: показатели в Москве — 22,6 %, а доля в России — 23,8 %. Доля в молодёжной аудитории от 18 до 30 лет составляет 41,8 % в Москве и 36,0 % среди телезрителей России. В апреле 2014 года по данным TNS Gallup сериал занял пятую строчку по популярности среди всех программ на российском телевидении с рейтингом 5 % и долей 12,7 %.
В дальнейшем сериал продолжил показывать высокие рейтинги, что позволило продлить его на новые сезоны. Также в 2018 году сериал должен был получить продолжение в виде полнометражного фильма «Физрук спасает Россию» про битву ставшего депутатом Фомы со злодеем, угрожающим безопасности России, однако съёмки были остановлены, так как продюсеры посчитали отснятый материал неудовлетворительным для полного метра и осознали, что не успеют переснять фильм более масштабно к Чемпионату мира по футболу. Впоследствии идеи и персонажи фильма в переработанном виде были использованы в другом проекте ТНТ и Good Story Media — сериале «Дино».

## Критика
- Обозреватель «Независимой газеты-Антракт» Вера Цветкова полагает, что успех сериала прежде всего определяется игрой Дмитрия Нагиева, отмечая его вкус, остроумие, богатую речь и актёрскую органичность[39].
- Булат Латыпов (журнал «Афиша») заявляет, что «Физрук» — это «не художественный жест и отнюдь не новое слово в телевизионном формате», а «гораздо более человечная и тёплая, абсолютно развлекательная и ни на что не претендующая вещь для самой широкой аудитории», заметив при этом, что до настоящего всенародного хита «Физрук» пока не дотягивает[40].
- По мнению философа и культуролога Александра Павлова, сериал является обычной «тээнтэшной» комедией с сильным главным актёром. Он сравнивает «Физрука» с сериалом «Школа», заявляя о том, что в первом история развивается значительно интереснее и что «Физрук» делает ставку на характеры и сюжет. По мнению Павлова, в «Физруке» отсутствует «чернушность и острота», как в «Школе», однако в то же время он избегает беззубости[41].
- Обозреватель Егор Москвитин («Газета.Ru») пишет, что сочетание диковатого юмора с классическими сюжетными линиями (юношеские страдания, любовный треугольник, отношения красавицы и чудовища, личность против коллектива) делают «Физрука» самым интересным ситкомом года, «попутно сериал развенчивает миф, на котором столетиями держалась диктатура подростков: мол, они моментально чувствуют подвох и видят неискренних взрослых насквозь».
- Глава Думского Комитета по делам семьи, женщин и детей Елена Мизулина в присутствии президента России Владимира Путина раскритиковала сериал за пренебрежительное отношение к семье и школе, который, по её словам, идёт в «детское время». При этом депутат отметила талант Дмитрия Нагиева, играющего главную роль. Парламентарий высказала мнение, что молодёжь воспринимает этот сериал как «крутой и прикольный», в то время как педагоги там выглядят не лучшим образом. Опасность, по мнению Мизулиной, заключается в том, что для подростков учителя — «это образцы поведения»[42].
- Сериал попал в список «10 лучших русских сериалов 2014 года» по версии журнала «Афиша»[43].

## Награды
Сериал был отмечен премией Ассоциации продюсеров кино и телевидения в номинациях «Лучший комедийный телесериал» и «Лучшая сценарная работа» 2014 года, а также премией ТЭФИ в номинации «Лучший ситком» 2015 года.

## Факты
- С 4 июня 2015 года сериал запрещён к показу на территории Украины[47].
- Владимир Жеребцов, сыгравший роль Славы (парня Татьяны), является мужем Анастасии Паниной[48].
- Исполнителем трека «Да или нет» в 34 серии является Дмитрий Власкин («Димас»).
- Исполнитель роли «Психа» Владимир Сычёв и исполнительница роли его жены Марины Анастасия Сапожникова снимались в фильме «Бумер». Также саундтрек из этого фильма звучит в 18 серии 2 сезона.
- Егор Клинаев, сыгравший роль Никиты Серебрянского, погиб в ДТП 27 сентября 2017 года[49].